# Band from TV
Band from TV é um projeto de banda cover formada por Greg Grunberg (de Heroes), James Denton (seriado Desperate Housewives), Hugh Laurie (Dr. House), entre outros, com o objetivo de ajudar diversas instituições de caridade.

## Integrantes
- Greg Grunberg - bateria
- James Denton - guitarra
- Bonnie Somerville - vocais
- Bob Guiney - vocais
- Hugh Laurie - teclado
- Teri Hatcher - vocais
- Jesse Spencer - violino
- Chris Kelley – guitarra
- Barry Sarna - teclado
- Brad Savage - baixo, vocais
- Jon Sarna - percussão
- Bryan McCann
- Chris Mostert - saxofone
- Adrian Pasdar – guitarra
- David Anders - vocais